# Акишев, Зейтин
Зейтин Акишев (каз. Зейтін Ақышев), 18 апреля 1911, аул Екпенды, Баянаульский округ, Семипалатинская область, Российская империя— 29 июня 1991, Алма-Ата, Казахская ССР, СССР) — советский казахский писатель, драматург и переводчик, педагог. Иногда пользовался литературным псевдонимом З. Аралов. Член Союза писателей Казахстана.

## Биография
Родился 18 апреля 1911 года в совхозе имени Бухар-жырау (село Екпенды) Баянаульского района ныне Павлодарской области. Происходит из подрода айдабол рода суюндук племени аргын. 
Проучившись в аульной школе, он едет и поступает на рабфак при сельскохозяйственном техникуме в городе Омске. Его очень увлекала математика, он участвовал в математических конкурсах и олимпиадах. Об этом писал журнал «Математика в школе», издававшийся в те годы. Но его родители умерли в голодные 30-е годы, когда мальчик учился на рабочем факультете.
В 1934 году поступает на физико-математический факультет Семипалатинского педагогического института.
Зейтин Акишев в книге «Зауал» («Испытание») описывает случай, происшедший с ним в мае 1934 года в месте, которое ныне называется Аккудук (Майский район Павлодарской области).
«Везли мы семенное зерно, 120 пудов. Заехали в поселок. Пусто: ни людей, ни собак. На окраине заглянули в один дом — никого. Заходим в комнату. Ее перегораживает занавеска, — так обычно в казахских домах отделяли молодую семью. Взялся я за материю, а она вся рассыпалась в прах. На кровати лежали два скелета. По волосам — у одного были длинные черные волосы, у другого гораздо короче — мы догадались, что это были молодые мужчина и женщина. Видать, молодожены. Наверное, когда подошла голодная смерть, решили погибнуть вместе. Так в обнимку и умерли…».
Окончив институт, Акишев возвращается в Баянаул, где с 1939 по 1952 год он работает учителем, а затем директором Баянаульской средней школы. Будучи уже директором школы, Зейтин Акишев сам ходил по аулам, убеждал родителей отдавать детей в школы вместо того, чтобы отправлять их пасти скот. Учителей катастрофически не хватало, ему приходилось помимо математики и физики преподавать (и самому изучать) географию, историю и литературу. Много лет он посвятил педагогической деятельности. Был заведующим районо и преподавателем Павлодарского педагогического училища. А в годы войны З. Акишев возглавлял облоно Павлодарской области. На посту заведующего Павлодарским облоно Зейтин Акишев способствовал созданию и открытию в Павлодаре областного историко-краеведческого музея.
В 1941 году начались преследования писателя по сфабрикованному делу и ему пришлось с семьёй переехать в Семиречье, в Талды-Курганскую область.
В Талды-Кургане Акишев работал директором школы, а вскоре его перевели заведующим областным отделом народного образования. Зарекомендовал себя как грамотный специалист, прекрасно владеющий казахским и русским языками. Таким образом, учитель математики и физики стал редактором первой в республике учительской газеты.
С 1952 года Акишев живёт в Алма-Ате, посвящая свою жизнь журналистике и писательскому делу — редактор, заведующий редакцией, главный редактор издательства «Мектеп». Когда в Алма-Ате создавалась первая газета для учителей «Қазақстан мұғалімі» (Учитель Казахстана), Акишева пригласили на должность главного редактора газеты, затем был редактором-переводчиком в аппарате Совета Министров Казахской ССР. В период с 1969 по 1972 годы — старший научный редактор главной редакции Казахской советской энциклопедии .

## Творчество
Его первые стихи, очерки, рассказы были опубликованы в 1930 году на страницах районных и областных газет. А вот сборник очерков «Наши маяки» вышел только в 1962 году. Затем увидел свет сборник рассказов «Друзья мои» (1967).
Уже в Алма-Ате он опубликовал свой первый роман «Акбельский перевал» (1971). В нём описывались революционные события на Павлодарщине, советизация казахского аула на примере судеб простых людей. Зейтин Акишев знал многих очевидцев, сам был участником многих событий, поэтому книга имеет и историческое значение.
Затем были написаны романы: «Вдовы» (1973), «После градобития» (1976).

## Жаяу Муса
Его роман «Жаяу Муса» (1978) посвящён земляку писателя — народному акыну-импровизатору и композитору Жаяу Мусе Байжанову. Муса Байжанов часто сопровождал Чокана Валиханова в его поездках, был с ним в Омске, у него научился русскому языку. Многие годы своей жизни Зейтин Акишев посвятил изучению и воссозданию личности Жаяу Мусы. Заслугой романа стали эпизоды, которые расширяют наше представление о социальной жизни казахов XIX века, об их отношениях с Россией. Жизнь главного героя романа Жаяу Мусы трагична и романтична, и нельзя не признать, что писателю стоило огромных усилий создать литературный образ человека, который был и композитором, и певцом, и поэтом, мастером на все руки. Роман получился интересным и захватывающим, а образ Мусы Чорманова — султана Баянаульского округа, полковника русской службы и незаурядного человека, по мнению критиков того времени, стал большой творческой удачей автора. Этот интересный роман о жизни любимого народом акына на русский язык перевёл Иван Щеголихин.

## Иманжусуп
Зейтин Акишев — автор историко-биографического романа «Ветка чинары» (1987), посвящённого батыру-бунтовщику, акыну, певцу и композитору Иманжусупу Кутпанову. Многие страницы из романа советская цензура вычеркнула и не допустила к печати, даже запретив его первоначальное название — «Иманжусуп» . Новое название романа было взято автором из посвящения Мансура Бекежанова Иманжусупу, в котором есть такие строки:
"Ты тулпара могучего след на земле,
Скакуна, обогнавшего время в байге.
Ты могучей чинары стройный побег,
Острой сабли клинок, закаленный в огне".
На самом деле название глубоко символично и во многом перекликается с судьбой самого писателя, который, не боясь прослыть националистом, возрождал из небытия имена талантливых сынов казахского народа.  Когда в 1990 году Иманжусуп получил политическую реабилитацию, Зейтин Акишев сдал в издательство "Жазушы" дополненную и переработанную рукопись романа, которому вернул прежнее название - "Иманжусуп". Но и тогда она 9 лет пролежала в издательстве . 

## Драматург и переводчик
В литературе Казахстана Зейтин Акишев занимает почётное место и как драматург. Его пьесы «Жаяу Муса» (1965), «Не уйдёт» (1969), «Невестки» (1976)  неоднократно ставились и до сих пор идут на сценах театров республики и были переведены на русский язык.
Также он пробовал себя и в качестве переводчика: перевёл на казахский язык повести «Кружилиха» Веры Пановой (1950), «Поединок» Александра Куприна, «Трясина» Якуба Коласа и другие.
Многочисленные рукописи, оставленные им после смерти, говорят о том, что он был не только писателем, но и исследователем, аналитиком, старался записывать всё, вплоть до часа, в который происходило действие. В некоторых блокнотах он записал генеалогию своей жизни, которую сам исследовал и изучил. Архивы писателя, а это огромное количество записных книжек, блокнотов, рукописей не только на казахском, но и на арабском языках, всё ещё ждут своего исследователя.

## Память об Акишеве
13 августа 1993 года средней школе № 3 села Баянаул Павлодарской области было присвоено имя писателя и установлена мемориальная доска.